# Biblioteca di Birmingham
La biblioteca di Birmingham (Library of Birmingham) è una biblioteca inaugurata nel 2013 a Birmingham, nel Regno Unito. Progettata dallo studio di architettura Mecanoo, ha sostituito la demolita Birmingham Central Library.

## Descrizione
Affacciata sulla Centenary Square, nel centro di Birmingham, è affiancata dagli edifici del Birmingham Repertory Theatre, a cui è collegato tramite una tettoia, e della Baskerville House. L'edificio è realizzato in vetro trasparente, con un rivestimento esterno composto da un intreccio di cerchi metallici, con un riferimento al passato industriale della città. Internamente la struttura è formata da otto piani circolari, collegati tra loro tramite scale mobili sospese.

## Collezioni

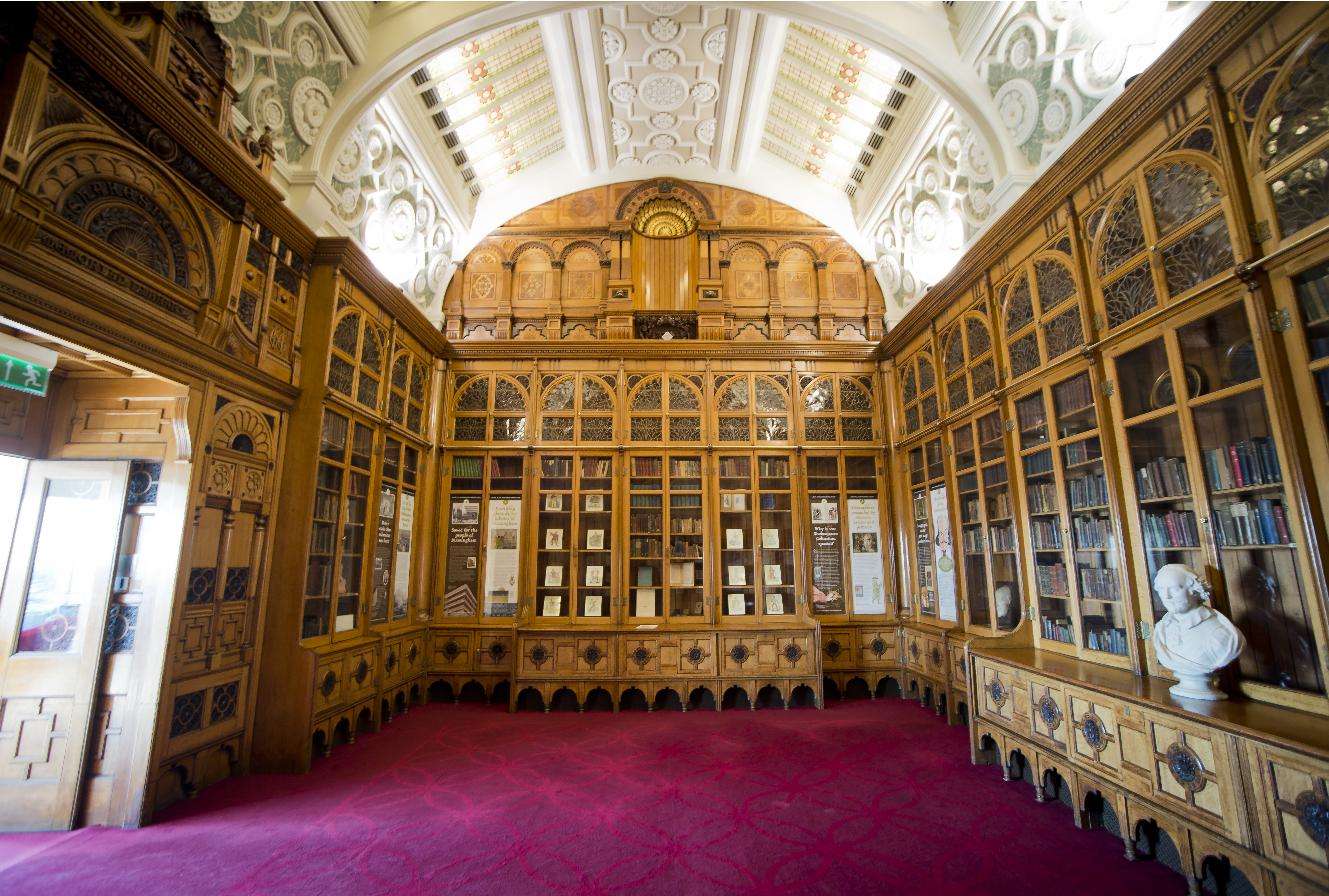
La Shakespeare Memorial Room

### Shakespeare Memorial Room
In cima all'edificio è situata una stanza di lettura dedicata al drammaturgo inglese William Shakespeare, realizzata nel 1882 dall'architetto locale John Henry Chamberlain. La Shakespeare Memorial Room è caratterizzata da uno spiccato decorativismo, con rappresentazioni di fiori, foglie e uccelli, per riflettere la vitalità dell'opera di Shakespeare. Per molto tempo la stanza stessa ha contenuto una grande collezione di libri e documenti relativi a Shakespeare (43 000 libri), tra cui una copia del First Folio, affermandosi così come una delle due principali raccolte di questo genere insieme alla Folger Shakespeare Library di Washington. Quando la stanza è stata rimontata all'interno della nuova biblioteca, le opere sono state spostate in uno spazio che ne consente una migliore conservazione, comunque all'interno dell'edificio.

### Boulton and Watt Collection
La biblioteca ospita anche l'archivio della compagnia fondata da James Watt e Matthew Boulton, prima produttrice del motore a vapore. La collezione consiste di 550 volumi contenenti migliaia di disegni, lettere e libri contabili.

## Riconoscimenti
- 2014: premiata come edificio dell'anno ai National Constructing Excellence Awards;
- 2014: finalista al Premio Stirling;
- 2014: premiata come edificio dell'anno dal Royal Institution of Chartered Surveyors;
- 2014: premiata come edificio dell'anno delle Midlands Occidentali dal Royal Institute of British Architects.[5]